# 広島広域公園第二球技場
広島広域公園第二球技場（ひろしまこういきこうえん だいにきゅうぎじょう）は、広島県広島市安佐南区にある球技場で、フィールドは人工芝。広島市が所有し、広島市スポーツ協会が指定管理者として運営管理を行っている。広島広域公園陸上競技場や広島広域公園第一球技場も立地する広島広域公園内に位置する。

## 概要
1993年（平成5年）4月に、広島広域公園陸上競技場や広島広域公園第一球技場と共にオープンした。
主にフットサルやフィールドホッケーの会場として使用され、またアメリカンフットボールのボウル・ゲーム・ウエスタンボウルにも使用されている。

## 施設概要
- 収容人数　3,000人（固定座席）
- ナイター照明設備あり（1,000ルクス）
- 得点板

## 関連施設
- 広島広域公園
  - 広島広域公園陸上競技場（広島ビッグアーチ）
  - 広島広域公園補助競技場 -  中国サッカーリーグ・高円宮杯 JFA U-18サッカープリンスリーグなどのサッカー会場、トップキュウシュウなどのラグビー会場としても使用。
  - 広島広域公園第一球技場 - 天然芝、補助競技場と同様にサッカー会場、ラグビー会場として使用。
  - 広島広域公園庭球場